# Koen Van Elsen
Koenraad "Koen" Van Elsen (14 april 1962) is een lokaal CD&V-politicus actief in zijn Brabantse gemeente Asse.
Na de gemeenteraadsverkiezingen van 1994 werd Bert De Keersmaeker namens de CVP burgemeester. Die gaf na vier jaar, in 1998 de sherp door aan Koen Van Elsen die de resterende twee jaar van de legislatuur volmaakte. Bij de gemeenteraadsverkiezingen van 2000 kon Michel Vanhaeleweyck van VLD burgemeester worden. Van Elsen werd eerste schepen van het college.
Van Elsen heroverde de burgemeesterssherp van Asse na de gemeenteraadsverkiezingen van 2006 op de Open Vld en kon ook met de uitslag van de gemeenteraadsverkiezingen van 2012 het initiatief behouden en een derde maal burgemeester worden.
Koen Van Elsen is de zoon van Herman Van Elsen, die de burgemeester was van Asse van 1985 tot 1994. Koen Van Elsen is gehuwd en heeft twee kinderen. Naast zijn politieke loopbaan is hij actief als bankbediende.